# Dohrniphora rhynchophora
Dohrniphora rhynchophora är en tvåvingeart som beskrevs av Rudolf Beyer 1960. Dohrniphora rhynchophora ingår i släktet Dohrniphora och familjen puckelflugor. Inga underarter finns listade i Catalogue of Life.